# Russell Page
Montague Russell Page (* 1. November 1906 in Kirkstead House, Kirkstead Road, Tattershall, Lincolnshire; † 4. Januar 1985 in London) war ein englischer Gartengestalter und Autor.

## Leben
Montague Russell Page war das zweite von drei Kindern des Notars Harold Ethelbert Page (1876–1966), der in Lincoln arbeitete, und seiner Frau Ida Flora Martin (1875–1963). Seit 1921 lebte die Familie in einem umgebauten Landarbeiterhaus in Wragby in Lincolnshire. Bereits als Kind spielte Page mit seiner Schwester Bey Corbally Stouton im Garten und staute Bäche auf. Mit 14 Jahren kaufte er einen Topf Glockenblumen und begann sich für das Gärtnern zu interessieren, las Bücher über den Gartenbau und legte einen Steingarten an.
Von 1914 bis 1924 besuchte er die private Charterhouse School in Surrey, wo er sich nicht wohlfühlte. Er interessierte sich für Gesang, Malerei, Skulptur und Architektur. In den Jahren 1924–1926 studierte er an der Slade School des University College London unter Henry Tonks Malerei. Er verließ UCL ohne Abschluss, um mit finanzieller Unterstützung seines Vaters in Paris Kunst zu studieren. In Frankreich lernte er den Gärtnerei-Besitzer André de Vilmorin kennen, der sein lebenslanger Freund wurde. In der Privatbibliothek des US-Amerikaners Amos Laurence in Boussy-Saint-Antoine eignete er sich Sommer 1932 die Grundlagen der Gartengestaltung an.
Ab 1928 arbeitete Page als Landschaftsgestalter. Nach seiner Rückkehr nach London arbeitete er als Verkäufer und Zeichner, da er Geld brauchte. 1932 trat er in das Büro von Richard Sudell in London ein. Zwischen 1935 und 1939 arbeitete er mit Geoffrey Jellicoe zusammen, unter anderem in Ditchley Park, Windsor und Charterhouse.
1937 bis 1939 war er Dozent für Landschaftsarchitektur an der Universität von Reading.
1940 wurde Page eingezogen und arbeitete in der Abteilung für politische Kriegsführung des britischen Außenministeriums, wo er für Sendungen der BBC für das besetzte Frankreich zuständig war. 1942 ging er als Mitglied des Political Intelligence Department in die USA, um hier fremdsprachliche Propagandasendungen zu koordinieren. 1943/1944 arbeitete er in Kairo, wo er für Propagandasendungen der Alliierten in Griechenland zuständig war, 1945 als Propagandaoffizier auf Ceylon. Er verließ die Britische Armee Ende 1945 im Rang eines Oberstleutnants.
Er lebte zunächst in London und fand es schwierig, sich wieder an das zivile Leben zu gewöhnen. Eine Bekanntschaft mit Oskar Kokoschka brachte ihn dazu, wieder zu malen. 1946 kam er unter den Einfluss des armenischen Esoterikers Georges I. Gurdjieff.
Page arbeitete als Gartenarchitekt in Frankreich und Ägypten, war jedoch zeitlebens schlecht darin, seine Finanzen zu ordnen und Honorare einzufordern, auch wenn die Kosten der Gärten selbst exorbitant sein konnten. Über Geld zu reden, besonders unter Freunden, war ihm unangenehm.
Page arbeitete vor allem für die französische und belgische Aristokratie, zusammen mit dem Innenarchitekten Stéphane Boudin (La Maison Jansen, Paris), den er vor dem Krieg in Ditchley Park kennengelernt hatte, und der ihm zahlreiche Aufträge vermittelte. Später war er auch für Schweizer Bankiers und italienische Industrielle (Agnelli) tätig. Er entwarf unter anderem einen Garten für den Ex-König Leopold III. von Belgien in Waterloo und gestaltete die Gärten des Alliierten Hauptquartiers (SHAPE) bei Paris. 1973 beriet er seinen Freund Teddy Kollek bei der Begrünung von Jerusalem.
Page übernahm die Gestaltung einiger öffentlicher Grünanlagen, wie der Festival Gardens in Battersea, London, wofür er mit dem OBE ausgezeichnet wurde und den französischen Pavillon auf der Weltausstellung in Brüssel 1958. Für die Firma Vilmorin schuf er den Schaugarten auf der ersten französischen Gartenschau (Floralies) 1959. Seit 1960 war er auch in den USA und auf Barbados tätig.
Nach dem Tode seiner zweiten Frau 1962 siedelte er aus Frankreich nach London über, wo er zunächst in einem Appartement in St John’s Wood lebte. Im Hinterhof befand sich ein kleiner Garten, den er in einem System quadratischer Beete anlegte. Es war der einzige Garten, den Page jemals selbst besaß.
Als er im Alter erkannte, dass wenige seiner Privatgärten überlebt hatten, nahm er verstärkt Aufträge für öffentliche Grünanlagen an, z. B. die Gestaltung des Geländes des abgerissenen Großmarktes im Quartier des Halles in Paris (1971–1977), für die Frick Collection in New York, in Venezuela, Chile (ab 1978) und für Pepsi-Cola in Purchase, in der Hoffnung, so sein Werk für die Nachwelt erhalten zu sehen.
Page war zweimal verheiratet, 1947 bis 1954 mit Lida Gurdjieff, Tochter seines Gurus Georgi Gurdjieff und 1954 bis 1962 mit Vera Milanova Daumal. Er heiratete Lida 1947 in Saint-Germain-des-Prés; der Ehe, die 1954 geschieden wurde, entsprang 1948 sein einziger Sohn David Russell. Vera, Ex-Gattin des Dichters Hendrick Kramer und Witwe des Dichters René Daumal aus dem Gurdjieff-Kreis verstarb April 1962 in der Schweiz, die Ehe blieb kinderlos.
Page starb an Krebs und wurde auf eigenen Wunsch in einem nicht gekennzeichneten Grab in Badminton auf dem Besitz des Grafen von Beauford bestattet.
Sein Nachlass wird durch Jelena und Robert Belder im Arboretum von Kalmthout verwaltet; seine Nichte Vanessa Stouton bewahrt seine unpublizierten Manuskripte auf. Page dokumentierte seine Anlagen nicht photographisch, Pläne wurden oft auf der Rückseite eines Briefumschlages etc. skizziert und nicht systematisch archiviert, was eine Würdigung seines Œuvres erschwert.

## Gärten
Page arbeitete in einem neo-klassischen Stil, versuchte sich jedoch der verringerten Größe der Nachkriegsgärten anzupassen. Er berücksichtigte stets den genius locii und versuchte, Haus, Garten und Landschaft zu verbinden. Bevorzugtes Gestaltungselement waren exakt beschnittene Hecken aus Buchs, Liguster oder Eibe. Teiche und schmale Wasserläufe nach dem Vorbild der Alhambra waren ein weiteres wichtiges Gestaltungselement. Moderner Architektur stand Page ablehnend gegenüber. In seinen letzten Lebensjahren gestaltete er auch einige informellere Gärten, zum Beispiel La Mortella auf Ischia. Page bewunderte jedoch auch formale japanische Gärten, zum Beispiel die Ryoanji-Gärten in Kyoto.

## Auszeichnungen
- Officer des Order of the British Empire
- Academie d’Architecture, Paris

## Nachwirken
Laut der Zeitschrift Country Life ist Pages Buch The Education of a Gardener eines der einflussreichsten Bücher über Gartengestaltung im 20. Jahrhundert.
Er führte französische Traditionen in die englische Gartengestaltung ein. Außerhalb Englands ist Page jedoch weitgehend unbekannt.

## Publikationen
- 1934–1938 verfasste Page Artikel für die Zeitschrift Landscape and Gardening.
- Ab 1950 war er Korrespondent für die französische Zeitschrift Maisons et Jardins.
- The Education of a Gardener. Penguin, Harmondsworth 1985, ISBN 0-14-007254-3.
- Ein zweites Buch war geplant, wurde aber nie vollendet

## Bibliographie
- Oxford Dictionary of National Biography